# Ratusz Arsenał metróállomás
A Ratusz Arsenał egy metróállomás Varsóban a varsói M1-es metró vonalán.

## Szomszédos állomások
A metróállomáshoz az alábbi állomások vannak a legközelebb:
- Dworzec Gdański (Młociny, M1-es metróvonal)
- Świętokrzyska (Kabaty, M1-es metróvonal)
- Muranów

## Átszállási kapcsolatok
| M1 (Młociny ↔ Kabaty) |                                                                      |                         |
| Állomás               | Átszállási kapcsolatok                                               | Fontosabb létesítmények |
| Ratusz Arsenał        | 107, 111, 160, 171, 190, 227, 520, 527 4, 13, 15, 18, 20, 23, 26, 35 |                         |